# Barbro Lindqvist
Barbro Lindqvist (Göteborg, 31 ottobre 1957) è un'ex cestista svedese.

## Carriera
Con la Svezia ha disputato i Campionati europei del 1978.